# Dorfkirche Gülpe

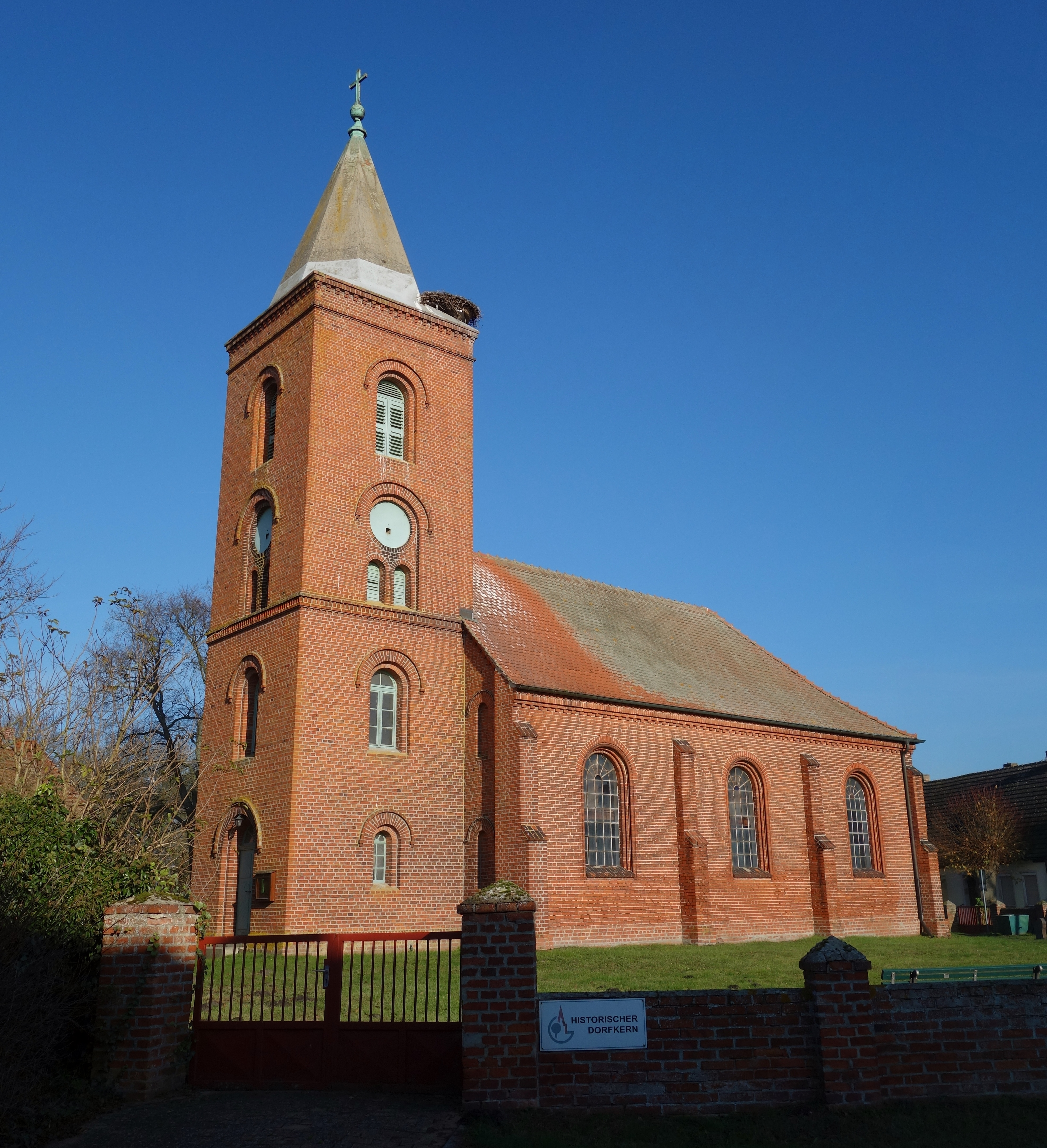
Dorfkirche in Gülpe

Die evangelische Dorfkirche Gülpe ist eine Saalkirche in Gülpe, einem Ortsteil der Gemeinde Havelaue im brandenburgischen Landkreis Havelland. Die Kirche gehört zur evangelischen Kirchengemeinde Rhinower Ländchen im Kirchenkreis Nauen-Rathenow der Evangelischen Kirche Berlin-Brandenburg-schlesische Oberlausitz. Das Gebäude steht unter Denkmalschutz.

## Geschichte und Baubeschreibung
Die Kirche steht im Gülper Ortskern auf dem ovalförmigen Kirchplatz. Nach der Brandzerstörung zweier Vorgängerbauten in den Jahren 1721 und 1767, wurde auf Geheiß der Familie von der Hagen in den Jahren 1774/75 zunächst eine Fachwerkkirche errichtet. Im Jahr 1865 wurde der neuromanische Kirchturm aus roten Ziegeln mit Zeltdach ergänzt. 1885 wurde auch das Kirchenschiff in neuromanischen Formen umgestaltet. Dessen Langseiten sind durch vier Strebepfeiler mit drei dazwischenliegenden Rundbogenfenstern gegliedert.
Die Orgel, die gesondert unter Denkmalschutz steht, wurde 1849 von Friedrich Hermann Lütkemüller gefertigt. Ebenfalls gesondert unter Schutz steht eine im Jahr 1777 von Johann Friedrich Thiele aus Berlin gegossene Bronzeglocke.